# Magdalena Titirici

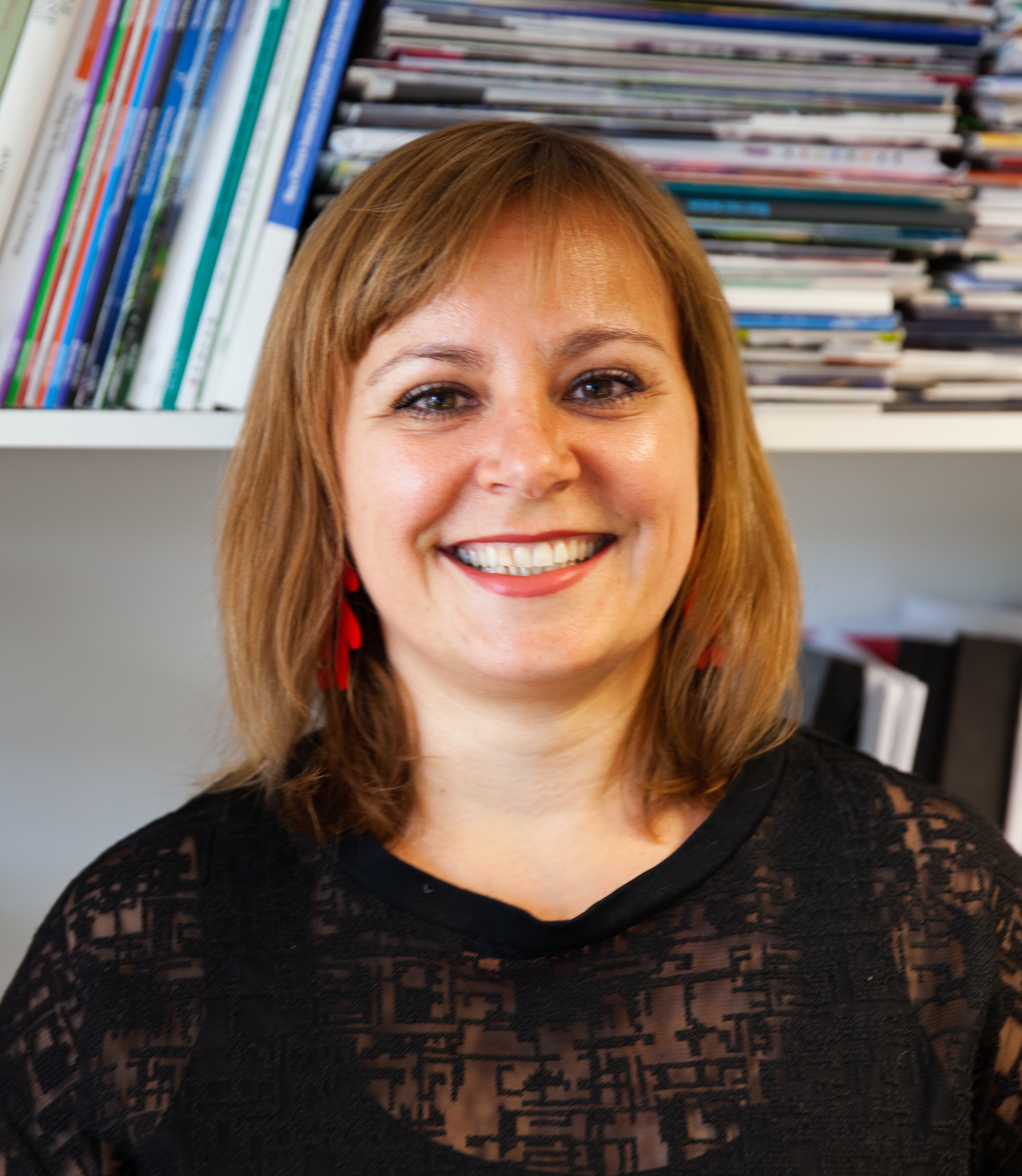
Magdalena Titirici

Maria-Magdalena „Magda“ Titirici (geb. 24. März 1977 in Bukarest) ist eine rumänische Chemikerin und Professorin im Bereich der nachhaltigen Energiematerialien am Imperial College London.

## Leben
Titirici wurde in Bukarest geboren, wo sie Chemie an der Universität Bukarest studierte und 1999 ihr Studium abschloss. Sie zog daraufhin nach Deutschland, um bis 2005 an der Technischen Universität Dortmund im Feld der molekular geprägten Polymere zu promovieren. Daraufhin arbeitete Titirici als Postdoc am Max-Planck-Institut für Kolloid- und Grenzflächenforschung. Dort stieg sie zur Gruppenleiterin auf. Im Jahr 2013 erhielt sie an derselben Universität ihre Habilitation. Kurz darauf zog sie nach England an die Queen Mary University of London, wo sie die Arbeit als Dozentin aufnahm. 2014 wurde sie schließlich zur Professorin befördert. 2019 wechselte sie zum Imperial College London ans Institut für chemische Verfahrenstechnik. In dieser Einrichtung leitet sie eine multidisziplinäre Forschungsgruppe auf dem Gebiet der nachhaltigen Energiematerialien.

## Arbeitsschwerpunkte
Ihre Gruppe nutzt Biomasse und hydrothermale Prozesse, um Kohlenstoffprodukte herzustellen. Sie interessiert sich dafür, wie diese durch hydrothermale Karbonisierung (HTC) hergestellten Kohlenstoffnanomaterialien elektrokatalytische Reaktionen zum Beispiel in der Wasserspaltung katalysieren können. Sie forscht auch an Elektroden zur Energiespeicherung in Lithium- und Natriumionenbatterien. Insgesamt arbeitet ihre Forschungsgruppe an mehreren Projekten mit dem Schwerpunkt auf nachhaltigen Materialien. In wissenschaftlichen Fachzeitschriften veröffentlichte sie über 130 Publikationen mit Peer-Review. Titirici trug außerdem zu dem Buch Global Sustainability: A Nobel Cause bei.

## Auszeichnungen
- 2016: Institute of Materials, Minerals and Mining Rosenhain Medaille
- 2017: Universal Scientific Education and Research Network Preisträgerin
- 2017: Ehrendoktor der Universität Stockholm
- 2018: Royal Society of Chemistry Corday-Morgan Preis
- 2018: President Fellowship der Chinesischen Akademie der Wissenschaften